# Giles Guthrie

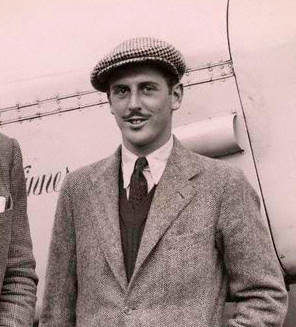

Giles Connop McEachern Guthrie, 2do Barón OBE DSC JP (21 de marzo de 1916 – 31 de diciembre de 1979) era un aviador inglés, banquero mercante y después ejecutivo de la industria aérea que fungió como el presidente y jefe ejecutivo de la aerolínea estatal British Overseas Airways Corporation (BOAC).

## Primeros años
Giles Guthrie nació en Westminster, Londres el 21 de marzo de 1916. Su padre fue Connop Thirlwall Robert Guthrie, un banquero mercante y servidor público, y su madre era Eila Mary Guthrie (McEacharn), la hija mayor de Sir Malcolm McEacharn, un magnate naviero australiano y ex Mayor de Melbourne.
Fue educado en Eton College y en Magdalene College, ambos en Cambridge.
Su padre, Connop, sirvió como oficial durante los primeros años de la Primera Guerra Mundial, sin embargo debido a una lesión administró las operaciones en el Ministerio Naval. Retomó sus negocios después de la guerra, dirigiendo City General Trust antes de convertirse en propietario de North Central Wagon Company en un proyecto conjunto con Seguros Prudential en 1928. Fungió como presidente de la empresa North Central Wagon de 1928 a 1939.
Connop fue nombrado Caballero de la Orden del Imperio Británico (KBE) en los honores de Año Nuevo de 1918 por su servicio militar en el Ministerio Naval y la Baronet Guthrie fue creada para Connop en los honores de 1936.

## Carrera como piloto
Guthrie aprendió a volar en de Havilland Tiger Moth mientras estudiaba en Eton College a los 16 y se le otorgó su licencia como piloto privado al cumplir 17 años. Continúo volando mientras se encontraba en Cambridge, convirtiéndose en propietario de un Percival Vega Gull, un avión que voló exhaustivamente en 1936 y 1937, compitiendo en varios concursos como copiloto de Charles Gardner. Su sociedad resultó en una victoria en la Carrera por la Copa del Rey en 1936.
C. W. A. Scott y Giles Guthrie (como copiloto) ganaron la Carrera Aérea Africana Schlesinger (una carrera entre Portsmouth y Johannesburgo) en 1936, volando el Vega Gull de Guthrie. El ala de Guthrie en el Hospital King's College fue nombrada en su honor para conmemorar su victoria.
Guthrie reemplazó su Vega Gull con un Percival Mew Gull, un avión dedicado a las carreras en 1937, y en el mismo año se le otorgó su licencia de piloto comercial. Gardner y Guthrie mantendrían su título en la Carrera del Rey en 1937, habiendo volado el Mew Gull. El pilotearía el Mew Gull en 1938, llegando detrás del Supermarine Spitfire del piloto de pruebas Alex Henshaw. Ambos compitieron a una velocidad promedio de 200 millas por hora (321,9 km/h), Henshaw a 236,25 millas por hora (380,2 km/h) y Guthrie a 220,5 millas por hora (354,9 km/h).
Trabajaría para British Airways, donde desempeñó roles en los departamentos comercial y de tráfico aéreo. Debido a que hablaba fluidamente francés y alemán estuvo situado en París, Berlín y finalmente en Varsovia, su estancia en esas ciudades duró hasta el 29 de agosto de 1939, dos días después de la invasión alemana a Polonia y dos días antes de la declaración formal de guerra entre el Reino Unido y Alemania.

### Segunda Guerra Mundial
En la Segunda Guerra Mundial, Guthrie sirvió como piloto con la Royal Navy Fleet Air Arm. Entrenó en HMS Raven (Eastleigh) antes de unirse al Escuadrón Naval Aéreo 808. Su primer vuelo con el Escuadrón Naval 808 fue de labores protectoras, volando Fairey Fulmars desde varias bases aéreas de la costa Británica. El Escuadrón 808 fue asignado al portaaviones HMS Ark Royal junto con el Escuadrón 807, operando en el Atlántico y el Mediterráneo. La asignación duró de septiembre de 1940 a noviembre de 1941, cuando el Ark Royal fue hundido por un torpedo enemigo. Guthrie estaba a bordo en ese momento. El Escuadrón Naval 808 Naval, incluyendo a Guthrie, también volaría un Hawker Hurricane procedente de Gibraltar en la época.
Guthrie y demás personas a bordo del HMS Ark Royal serían reconocidos por su galantería en el Mediterráneo; Guthrie fue reconocido con la Cruz de Servicio por su involucramiento defendiendo un convoy maltés de fuego enemigo a pesar de tener menos aviones que el enemigo.
El hundimiento del Ark Royal hizo que el Escuadrón Naval-Aéreo 808 Naval emergiera como escuadrón 807 siendo reformado un año después. Guthrie no se unió al recién reformado escuadrón, en vez, regresó al Reino Unido y se unió a la Unidad Aérea-Naval de Pelea (NAFDU) operando desde RAF Duxford, junto con su contra parte RAF la unidad de Desarrollo y Pelea Aérea. Ahí, Guthrie se involucraría en vuelos de prueba en casi cada uno de los aviones con uno y dos motores que entraban en servicio con la Real Fuerza Aérea, involucrándose a él mismo y la Real Fuerza Aérea, en trabajos de desarrollo como probar el Wilbur R. Franks diseñado por G-suit en áreas supermarinas.
Guthrie permaneció con el NAFDU hasta el fin de la guerra, momento para el cual, había surgido un segundo comando y había sido promovido como Teniente Comandante. Fue nombrado un Oficial de la Orden del Imperio Británico, de la División Militar (OBE) en los Honores de 1946.
Voló con Chrislea Ace y Stinson Reliant desde el aeropuerto Gatwick Airport después de la guerra, pero un incremento en las de mandas resultó en su retiro de la aviación y dejaría su licencia después de 1953.

## Carrera en los Negocios
Guthrie se le había ofrecido un puesto con la British Overseas Airways Corporation inmediatamente al término de la guerra, pero la muerte de su padre el 28 de septiembre de 1945 lo dificultó y en vez de aceptar el puesto, se hizo cargo de los negocios familiares, que incluían participación con la North Central Wagon Company. Fue nombrado en la junta de North Central W. C. en agosto de 1946, durante su junta general anual.
Inicialmente le pidió a Edward Heath en 1946 a unirse a North Central como el líder de la diputación con objeto de llevarlo a ser el líder de la junta, pero Heath, quien estaba interesado en postularse para el Parlamento, pensaba mudarse de Londres a Rotherham, donde se encuentra North Central, sin embargo esto dañaría sus ambiciones políticas, por lo que rechazó la oferta.
Guthrie, además de su puesto en North Central role, sirvió como director administrativo del banco mercante Brown, Shipley & Co., ofreciéndole nuevamente un puesto como banquero aprendiz a Edward Heath en 1949. El puesto buscaba darle a Health una fuente de ingresos, quien recientemente había sido seleccionado como un prospecto a candidato parlamentario por parte de Bexley, siendo electo posteriormente en la Elección General en febrero de 1950.
Guthrie tomó el rol como líder de la diputación en North Central Wagon de 1960 a 1964. También sirvió en la junta de Radio Rentals hasta 1964, y en la mesa de Compañía de Seguros Prudential de mayo de 1963 a enero de 1964. Se le otorgó la un puesto vacante en la junta de Prudential, puesto que fue cedido debido a la muerte de Donald Fergusson en marzo de 1963, y se esperaba que se convertiría en el presidente de Prudential.

### Industria Aérea
Su conocimiento de aviación y finanzas lo hizo un candidato ideal para posiciones directivas con aerolíneas gubernamentales británicas, primero se le ofreció un puesto en la junta de British European Airways en abril de 1959, luego en 1963, se le otorgó la presidencia de la junta de British Overseas Airways Corporation, donde tomó el lugar de Matthew Slattery como presidente y jefe ejecutivo. Tomó posesión del puesto el 1.º de enero de 1962, renunciando a todo excepto su rol en British European Airways; el gobierno deseaba una mayor cooperación entre la BOAC y BEA, se acordó que Guthrie permanecería en la junta de BEA para facilitar esto.
Guthrie se unió a la junta de Air Registration (predecesora de la Autoridad de Aviación Civil) en septiembre de 1964, sirviendo como representante de la aerolínea. Fue nombrado al mismo tiempo su predecesor en el BOAC, Matthew Slattery y el diseñador de motores de aviones Stanley Hooker. También sirvió en el comité ejecutivo de la Asociación Internacional de Transporte Aéreo de 1964 a 1968.
BOAC sufría de importantes problemas financieros cuando Guthrie llegó, y la aerolínea tenía que recuperarse de una pérdida desde 1958 a 1963, regresando ganancias en 1963–1964. La deuda de BOAC se calculaba en aproximadamente £80 millones en 1964, todo financiado por el gobierno. Este endeudamiento fue posteriormente exacerbado por la aerolínea al ser ordenada por el gobierno la compra de aviones hechos en Reino Unido, como resultado una instalación de préstamo de £180 millones que estuvo disponible en 1961–1962 para financiar la compra de 35 jets tipo Vickers VC10. Los planes de adquirir los Vickers VC10, que eventualmente tendrían como objetivo expandir la compra a 45 aviones a ser comprados en 1967 resultando de las renuncias de Matthew Slattery. El predecesor de Guthrie como presidente, su director administrativo, Basil Smallpeice. Creían que el BOAC no tenía requerimientos para todos los aviones ordenados, que los Vickers VC10 serían muy caros de operar y que el gobierno con su política de "Comprar Británico" prevendría que la aerolínea pudiera obtener ganancias.
Guthrie fue empleado específicamente para enfrentar los problemas financieros en la aerolínea y restaurar su rentabilidad a largo plazo. Su propuesta inicial involucraba decisiones complementarias del gobierno para reducir el número de destinos y rutas, así como revisar el tamaño de la flota, que se planeaba llegara a 100 aviones en 1970. Guthrie inicialmente planeaba una flota de 39 aviones en 1967 que consistía en 12 Vickers Standard VC10 que habían sido entrenados o estaban en construcción y 27 Boeing 707. Esto se lograría al cancelar la orden de 30 Vickers Super VC10 y comprar 6 Boeing 707 en su lugar, ordenando más si era necesario. Su petición final era que la deuda de la aerolínea debía cubrirse por el gobierno y la compañía re-financiada como un nuevo comienzo.
Julian Amery, Ministro de Aviación acordó la mayoría del plan de Guthrie, la única excepción fue la cancelación de los Vickers VC10, que no estaba autorizado. Las rutas a Sudamérica fueron reemplazadas por British United Airways, la deuda que se debía al gobierno fue pagada y se re financió completamente la aerolínea con una inversión de £30 millones del gobierno. Amery permitió que la orden de 30 Super VC10 fuera reducida a 17 aviones, tres de los aviones restantes fueron enviados a la Real Fuerza Aérea y los fuselajes restantes cancelados durante las primeras etapas de la producción serían para darle una flota de 29 Vickers a BOAC. Guthrie continuo volando y capitaneando vuelos de prueba del VC10, incluyendo una demostración transatlántica en Boston. A BOAC se le permitió la compra de dos Boeing 707 durante 1965 y después de obtener la propiedad completa del joint venture entre BOAC-Cunard, los dos Boeing 707 con los que Cunard Line había contribuido al (a través de su subsidiaria Cunard Eagle Airways pasó al BOAC.
Crecimiento de pasajeros y factores de carga incrementados durante el periodo de Guthrie y fue forzado a invertir en n avión más largo para invertir en un avión más grande con más capacidad de pasajeros en vez de los Vickers Super VC10 o Boeing 707. Boeing y Pan American World Airways habían trabajado en conjunto para desarrollar el Boeing 747 y rápidamente fue aparente que para competir con PanAmerican en las rutas del Atlántico Norte, BOAC necesitaría operar un Boeing 747 o un avión similar. Guthrie resistió exitosamente la presión de comprar un avión Vicker Super VC10 con doble cabina, por lo que se le dio permiso de ordenar 6 Boeing 747-100 en agosto de 1966.
La estancia de Guthrie en el BOAC estuvo marcada por dos incidentes fatales; el primero el Vuelo 911 de BOAC, en marzo de 1966 cuando un Boeing 707 experimentó turbulencia aérea mientras sobrevolaba el Monte Fuji en Japón. El accidente resultó en la muerte los 124 pasajeros y la tripulación, siendo el accidente más mortal que ha involucrado a la aerolínea británica hasta la fecha. Guthrie viajó a Japón para involucrarse en la investigación. El segundo accidente fatal, del Vuelo 712, también de un Boeing 707. El avión sufrió de una falla incontrolable del motor durante el despegue, al regresar al aeropuerto de Heathrow, el motor se separó del ala, causando que el ala se incendiara. La cabina del avión fue destruida por el fuego y 5 personas murieron.
Guthrie intentaría lidiar con los problemas de relaciones industriales y la huelga que afectaba al BOAC, como muchas empresas del gobierno en los años 60 y 70. Fue muy exitoso y dejó la compañía con solo una disputa de pilotos sin resolver, un problema que continuaría por varios años más, retrasando la llegada del Boeing 747 hasta 1971. Él fue el responsable de reducir la plantilla de la aerolínea en 1/4 y más de 3,000 personas improductivas, remplazando algunos por sistemas computacionales para introducir los sistemas tecnológicos al negocio.
Anunció en mayo de 1968 que no deseaba ser renombrado para un segundo periodo de 5 años como jefe ejecutivo de BOAC, renunciando a su cita con BOAC y posiciones de líder de junta para finales de 1968. BOAC hizo £62 millones en ganancias desde 1964 y generó reservas monetarias por al menos £80 millones en el momento del anuncio. Guthrie, al ser entrevistado por The Times días antes de su renuncia formal, explicó que la aerolínea había hecho dividendos públicos de £50 m, un préstamo del gobierno de £30 m y £61 m en reservas en efectivo, y con ganancias esperadas de £12 m a £15 m en 1968–1969, las finanzas de BOAC estaban casi exactamente donde él las planeaba cuando aceptó el cargo en 1964; el quería £80 m en capital y £80 m en reservas para el término de su periodo de 5 años (1964–1968). También indicó que los problemas inherentes a la separación de BOAC y BEA durante su entrevista eran algo que sería resuelto cuando ambas se fusionaran para crear British Airways en marzo de 1974.

## Otros intereses
La salida de Guthrie del BOAC le permitió establecer Seguros y garantías de Transporte Aéreo, de las cuales la Asociación Internacional de Transporte Aéreo era dueño, así como la Asociación de Transporte Aéreo de América con el propósito de asegurar parcialmente a sus Boeing 747. Serviría como presidente de la junta de Seguros y Garantías de Transporte Aéreo junto con el director general Clarence Pell hasta 1971.
En 1966, Guthries sobrevivió a un asalto armado en su casa en Gatwick; su esposa Rhona fue herida de bala cuando intentó desarmar al ladrón que le estaba apuntando a Giles. Creía que Rhona le había salvado la vida en el proceso. El ladrón armado incitó a que la familia Guthrie se mudara a Jersey el mismo año. Compraron una casa de buen tamaño situada en su propio valle y Rhona, renovó los jardines.
Guthrie se involucró de nuevo con el gobierno local después de mudarse a Jersey, donde sirvió como el presidente de la Junta de Investigación de Agua realizada por el Comité de Obras Públicas de Jersey. Él había servido previamente como magistrado en West Sussex en 1955.
Fue un deportista; jugaba cricket en el Club Lowfield Heath antes de la expansión del Aeropuerto Gatwick que resultó en una renovación del campo bajo. Fue un miembro del Club de Cricket Marylebone y del Escuadrón Real de Yates, donde era el dueño de varios yates de carreras.
Guthrie y otros miembros del Escuadrón Real de Yates estaban interesados en participar en la Copa de las Américas en 1961, pero decidieron abstenerse. Guthrie hubiera podido liderar el grupo al ser el dueño de uno de los cuatro botes más rápidos que hubieran podido competir con el Club de Yates de Nueva York por el trofeo.

## Familia
Guthrie se casó el 17 de julio de 1939 con Rhona Leslie Stileman, el compromiso fue anunciado el 12 de abril del mismo año. Giles y Rhona tuvieron tres hijos.
- Neil Guthrie (1940–1940); murió ocho días después de su nacimiento.[46]
- Malcolm Connop Guthrie (1942–); casado con Victoria Willcock el 30 de septiembre de 1967 y fue el siguiente en obtener el título de barón a la muerte de su padre en 1979.[1][2][47][48] Tuvieron dos hijos:

- Islay Mary Welcome Guthrie (1968–)
- Giles Malcolm Welcome Guthrie (1972–).

- Alistair Peter Guthrie (1946–1986); casado con Elizabeth Dorothy Margaret Schaposchnikoff el 22 de marzo de 1966.[48] Tuvieron dos hijos:

- Alexander Valentine Connop Guthrie (1966–)
- Barnaby Giles Guthrie (1969–)

Giles Guthrie murió en su casa de Jersey el 31 de diciembre de 1979 de un tumor cerebral maligno. Su hijo mayor, Malcolm Connop Guthrie obtuvo el título de barón. Su esposa, Rhona, sobrevivió y continuó viviendo en Jersey hasta su muerte en 2012 a la edad de 93 años.